# Миф (фильм, 1986)
«Миф» — советский 2-серийный телефильм 1986 года режиссёра Аян Шахмалиевой по мотивам повести Кирилла Ласкари «Двадцать третий пируэт».

## Сюжет
Балерина Вера Скобелева, уже в возрасте, по инерции ещё танцует в театре проходные роли, но никаких перспектив у неё не предвидится. Личная жизнь не устроена, она с детства влюблена в ныне успешного балетмейстера Игоря Уралова. В старой ленинградской квартире — умирающая бабушка и котики, требующие неусыпного ухода. Скобелева лишена ореола балетной дивы, она — женщина, измотанная тяжким балетным трудом и бытом. Вместо охапок цветов от поклонников, у неё в руках сверток с сосисками от добросердечной буфетчицы. Когда балетмейстер Игорь Уралов, уезжая в заграничные гастроли, поручает Скобелевой взять руководство над молодёжным коллективом, дав карт-бланш на эксперименты. Скобелева решает поставить новый балет «Крылья холопа», привлекая своего дядю оформителем декораций. Балет, являющийся новым словом в хореографии, имеет невероятный успех, но Уралов без зазрения совести присваивает себе авторство постановки. Но без поддержки Скобелевой, переврав все вариации на репетиции, срывает постановку в Москве. Молодая пассия Уралова, танцующая ведущую женскую партию в его постановках, обманом и против воли Уралова зовёт Скобелеву руководить коллективом, и под её руководством постановка проходит в Москве с триумфом.

## В ролях
- Регина Кузьмичёва — Вера Скобелева
- Марис Лиепа — Игорь Уралов
- Виктория Томина — Буся, бабушка Веры Скобелевой
- Людмила Бржозовская — Шипа
- Евгения Левен — Лена
- Абессалом Лория — Рухадзе
- Владимир Летенков — Дмитрий
- Владимир Заманский — Егоров, дельтапланерист
- Владимир Дорошев — Князев
- Инна Зубковская — Седлецкая
- Валентин Букин — драматург
- Аскольд Макаров — эпизод
- Анна Линник — артистка балета
- Гали Абайдулов — артист балета
- Юрий Петухов — артист балета
- Ирина Кирсанова — артистка балета
- Евгений Мясищев- артист балета
- Елена Гринёва — артистка балета
- Рашид Мамин — артист балета
- Александр Стёпин — артист балета